# Ильченко, Пётр Иванович
Пётр Иванович Ильченко (укр. Петро Іванович Ільченко; 23 февраля 1954, с. Кислица, Измаильского района, Одесской области) — советский и украинский театральный режиссёр и педагог. Заслуженный деятель искусств Украины (2004), заслуженный работник культуры Автономной Республики Крым (2001), доцент, профессор, преподаватель режиссуры, режиссёр-постановщик Национального академического драматического театра им. Ивана Франко.

## Биография
Родился 23 февраля 1954 года в с. Кислица Измаильского района Одесской области.
Учился в студии при Киевском театре оперетты; с 1974 по 1981 года работал артистом этого театра.
После окончания театрального института им. Карпенко-Карого (курс Леонида Олейника, педагог по специальности — Ростислав Коломиец), с 1981 года работает режиссёром-постановщиком театра им. Ивана Франко. Приглашение в театр получил от Сергея Данченко. В результате совместной работы с художественным руководителем появились такие спектакли как «Гибель эскадры», «Бал злодеев», «За двумя зайцами», «Белая ворона» и другие.
В 1989—1991 годах проходил обучение во Всесоюзном институте повышения квалификации работников искусства на кафедре режиссуры музыкального театра у Бориса Покровского. Практику проходил в Большом театре и Академическом театре им. К. Станиславского и В. Немировича-Данченко (Москва).
На киностуди «Укртелефильм» поставил художественный телефильм «Регион» (совместно с Рылеевым). На Всесоюзной студии грамзаписи записал сказку-мюзикл Сергея Михалкова и Б. Яновского «Смех и слёзы»; осуществил ряд записей радиоспектаклей на «Украинском радио».
В разное время выступал постановщиков торжественных концертов, творческих вечеров, бенефисов, массовых праздников на республиканском и городском уровнях.

Работы режиссёра всегда отличаются ясной сценической формой. Они театральные, эффектные, аншлаговые. Ильченковским «коньком» являются музыкальные постановки и классика. 
— Наталья Пономаренко, заведующая литературной частью театра им. И. Франко
Преподаёт в Национальной музыкальной академии Украины им. П. И. Чайковского, Киевском национальном университете культуры и искусств, Национальной академии руководящих кадров культуры и искусств. Среди его выпускников — директор Херсонского областного театра им. Н. Кулиша Александр Книга, художественный руководитель Житомирского областного театра им. И. Кочерги Наталья Тимошкина, режиссёр киевского молодёжного театра «Открытый Взгляд» Ксения Ромашенко, актёр киевских театров Станислав Жирков и другие.

## Театр

### Студенческие работы
1. «Дядя Ваня» А. Чехова

### Национальный академический драматический театр имени Ивана Франко
1. 1980, 30 декабря — «Викентий Премудрый» Я. Стельмаха
2. 1981, 23 февраля — «Гибель эскадры» А. Корнейчука (сорежиссёр С. Данченко)
3. 1981, 5 декабря — «Ретро» А. Галина (сорежиссёр В. Лизогуба)
4. 1983, 30 декабря — «Слезы и смех» С. Михалкова
5. 1986, 30 декабря — «Двенадцать месяцев» С. Маршака
6. 1988, 10 марта — «Жанна» А. Галина
7. 1990, 24 марта — «Царь Плаксий и Лоскотон» В. Тульчина по мотивам В. Симоненко
8. 1991, 16 марта — «Белая ворона» Ю. Рыбчинского и Г. Татарченко (сорежиссёр С. Данченко)
9. 1992, 22 февраля — «Призраки» Э. Де Филиппо
10. 1992, 30 декабря — «Чудо в лесу» Я. Козлова
11. 1995, 11 ноября — «Житейское море» И. Карпенко-Карого
12. 1998, 22 марта — «Бал воров» (сорежиссёр С. Данченко)
13. 1999, 15 октября — «Шельменко-денщик» Г. Квитка-Основьяненко
14. 2000, 25 марта — «За двумя зайцами» (сорежиссёр С. Данченко)
15. 2001, 28 декабря — «Мартин Боруля» И. Карпенко-Карого
16. 2003 — «Храбрый петушок» опера-сказка Богдана Янивского по сочинению Натальи Забилы «Когда взойдёт месяц»
17. 2003 — «Царь Эдип» Софокла (сорежиссёр Р. Стуруа)
18. 2003, 21 декабря — «Эх, мушкетёры, мушкетёры…» по пьесе Е. Евтушенко «Ваш навсегда» (музыка Юрия Шевченко, перевод стихов Анатолия Навроцкого, перевод Владимира Иконникова и Дмитрия Чирипюка)
19. 2004, 12 декабря — «Сентиментальний круиз» Тамары Кандалы
20. 2007, 28 декабря — «Кайдашева семья» И. Нечуй-Левицкого[5]
21. 2009, 26 декабря — «Котигорошек. И покатилась горошина…» А. Навроцкого
22. 2010 — «Одинокая леди» И. Афанасьева[6]
23. 2011, 25 декабря — «Золушка» Е. Шварца
24. 2014, 11 ноября — «Хозяин» И. Карпенко-Карого[7]
25. 2017 — «Скупой, или Школа лжи» Мольера[8]

### Киевский театр оперетты
1. 2002 — «Граф Люксембург» Ф. Легара[9]
2. «Порги и Бесс» Дж. Гершвина
3. «Мадемуазель Кло-Кло» Ф. Легара

### Другие театры
1. «Царская невеста» Н. Римского-Корсакова (оперная студия Национальной музыкальной академии Украины им. П. И. Чайковского)

## Награды и признание
- 2001 — Заслуженный работник культуры Автономной Республики Крым  — за значительный личный вклад в развитие и пропаганду театрального искусства, высокое профессиональное мастерство и в связи с успешным проведением гастролей Национального академического драматического театра им. Ивана Франко в городе Симферополе[10]
- 2004 — Заслуженный деятель искусств Украины[11]
- 2004 — Почётная знак за достижения в развитии культуры и искусств
- Лауреат премии Кабинета Министров Украины имени Леси Украинки
- Благодарность киевского городского головы со вручением знака и именных часов